# Mk 13
Il siluro Mk 13 era l'arma più comune utilizzata dagli aerosiluranti della United States Navy durante la seconda guerra mondiale fornito nel '39 dalla Royal Navy.